# Mannsville (Nueva York)
Mannsville es una villa ubicada en el condado de Jefferson en el estado estadounidense de Nueva York. En el año 2000 tenía una población de 400 habitantes y una densidad poblacional de 168 personas por km².

## Geografía
Mannsville se encuentra ubicada en las coordenadas 43°42′41″N 76°3′51″O / 43.71139, -76.06417.

## Demografía
Según la Oficina del Censo en 2000 los ingresos medios por hogar en la localidad eran de $47,574, y los ingresos medios por familia eran $48,182. Los hombres tenían unos ingresos medios de $29,545 frente a los $20,625 para las mujeres. La renta per cápita para la localidad era de $16,768. Alrededor del 15.7% de la población estaban por debajo del umbral de pobreza.